# Jaume Pomar i Llambias
 Jaume Pomar i Llambias (Palma, 29 de juliol de 1943 - 11 de juliol de 2013) fou un escriptor mallorquí, net del pedagog mallorquí Jaume Pomar i Fuster. El 1973 estudià periodisme però va treballar en l'administració. Fou el bibliotecari i documentalista de la Casa Museu Llorenç Villalonga de Binissalem. Fou membre de l'Associació d'Escriptors en Llengua Catalana i del PEN català i va col·laborar a les revistes Randa, Revista de Catalunya i Lluc. Va traduir al castellà obres de Llorenç Villalonga, Bartomeu Rosselló-Pòrcel i Josep Maria Llompart.

## Obres

### Investigació i divulgació
- L'aventura de "Nova Palma" (1976)

### Narrativa
- Un dia o l'altre acabaré de legionari (1988)
- Bolla negra (2010)

### Poesia
- Tota la ira dels justos. (1967)
- Amb la mort, amorosament (1971)
- Història personal (1979)
- Elegies (1986)
- Carisma del desert (1987)
- Imatge de la por (1988)
- Les quatre estacions. (1991)
- Retorn a casa (1992)
- Llavis de marbre blanc (1992)
- Frontissa (1993)
- La sínia de les hores (1997)
- El fil de sorra, amb Isabel Oliva Prat i Carme Jordi (2005)
- L'illa i el silenci (2009)
- Llibre de l'exili (2011)
- Cants de Montalt (2012)

### Biografies
- El meu Llorenç Villalonga. (1995)
- La raó i el meu dret: biografia de Llorenç Villalonga (1995) fou Premi 31 de desembre
- Llorenç Villalonga: cartes i articles: temps de preguerra (1914-1936) (1998)
- Vint pintors de Mallorca (2003)

### Estudis literaris
- Primera aportació a l'epistolari de Llorenç Villalonga (1984)
- Llorenç Villalonga i el seu món (1998)
- Quatre veus de la literatura contemporània a Mallorca (2012)